# Bielkowo (powiat gdański)
Bielkowo (kaszb. Bélkòwò, do 1945 niem. Bölkau) – osada kaszubska w Polsce położona w województwie pomorskim, w powiecie gdańskim, w gminie Kolbudy.
W latach 1975–1998 miejscowość administracyjnie należała do województwa gdańskiego.

## Elektrownia wodna
Elektrownię Wodną Bielkowo zbudowano w 1925 roku jako czwartą elektrownię wodną na Raduni. Inwestorem przedsięwzięcia był Senat Wolnego Miasta Gdańska. Gdański Senat na odcinku Raduni wyprocesowanym od Schichaua wybudował dwie elektrownie wodne, wykorzystując 58,6 m spadu. Bielkowo ruszyło w 1925 roku, mniejsze Łapino dwa lata później. Obiekty elektrowni stanowiły poważny obiekt wojskowy w trakcie walk w 1945 roku. W budynku wieży kompensacyjnej mieściło się stanowisko ogniowe i obserwacyjne broniących się Niemców.

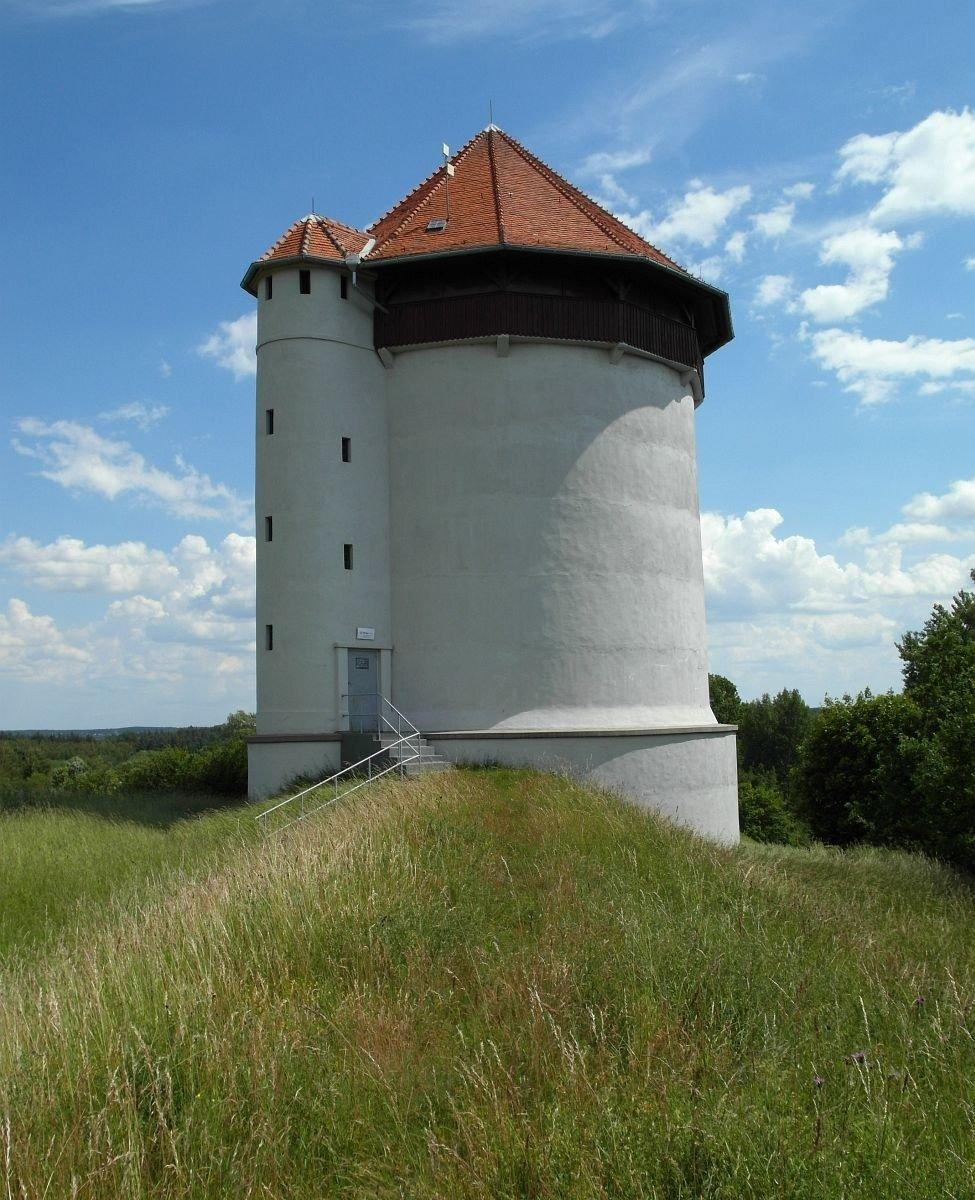
Wieża kompensacyjna

Osuszonym rurociągiem dostarczano posterunkowi zaopatrzenie. Ślady tego okresu odkrywane są podczas prac remontowych do dziś, np. zakonserwowany karabin maszynowy na dnie kanału dolnej wody odkryty w latach 90. ub. wieku, inne elementy uzbrojenia i ekwipunku wojskowego, tablice informacyjne urzędów hitlerowskich itp. Czasy te przypominają również ślady po bombardowaniach 1945 roku widoczne na rurze stalowej rurociągu, jak i na budynku. Elektrownia Bielkowo jest drugą z kolei elektrownią kaskady. Jest elektrownią derywacyjną zbiornikową z dwoma zbiornikami o wyrównaniu półdobowym. Przy projektowaniu elektrowni wykorzystano fakt, iż Radunia pomiędzy Kolbudami Górnymi a odległym o 3,5 km Bielkowem zatacza pętlę. Długość pętli mierzona po korycie rzeki wynosi blisko 11 km, różnica poziomów blisko 50 m. Wystarczyło wykonać 3,5 km „skrót”, by wykorzystać ten duży spad w jednym obiekcie. Poprzez spiętrzenie wód rzeki za pomocą jazu betonowego o zamknięciach klapowych powstał zbiornik Kolbudy I o powierzchni 6 ha wypełniający naturalną dolinę Raduni. Jaz w Kolbudach powstał równocześnie z elektrownią Bielkowo w 1925 roku.

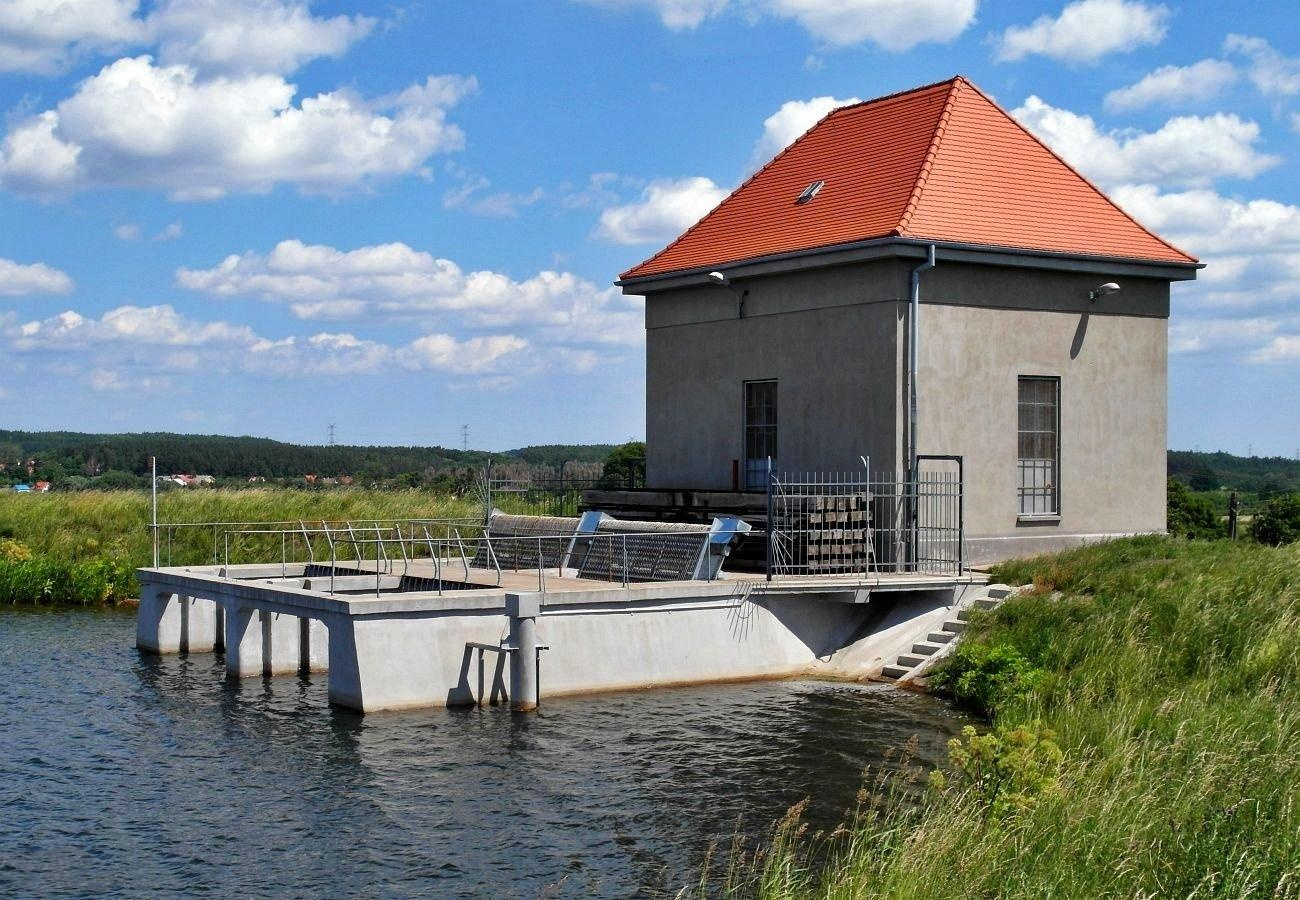
Zamek wodny

Władze niemieckie w oczekiwaniu nadejścia wojsk radzieckich wybrały elektrownię w Bielkowie dla ukrycia m.in. figury św. Jerzego ze szczytu wieży strzelnicy Świętego Jerzego w Gdańsku. W elektrowni ukryto również wiele dokumentów urzędów byłego WM Gdańska.

### Dane techniczne

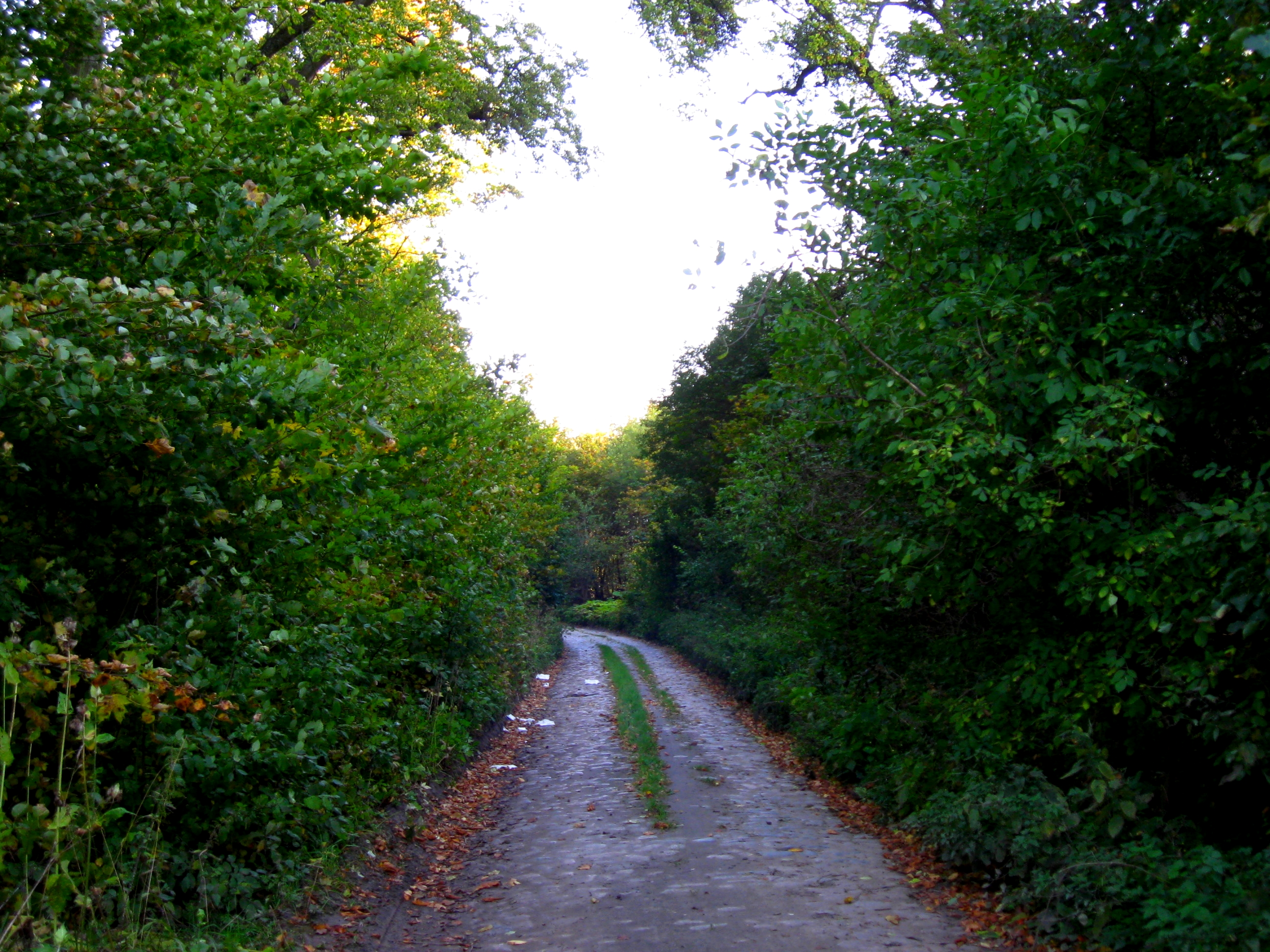
Pozostałości parku dworskiego

1. średni przepływ: 5,28 m³/s
2. moc instalowana: 7200 kW
3. przełyk instalowany: 21,6 m³/s
4. rzędna piętrzenia: 86,00 m np
5. liczba turbozespołów: 3

## Zabytki
Według rejestru zabytków NID na listę zabytków wpisany jest park dworski z początku XIX w. (oraz nieistniejące już ogrodzenie z bramą), nr rej.: 958 z 24.01.1986.
Znajdujący się tu niegdyś dwór uległ zniszczeniu.

## Nazwy źródłowe miejscowości
Dawniej Bielkowo wielkie, Wilkowo majus, kaszb. Bielkòwò, Wieldżé Bélkòwò, niem. Gross Bölkau
Obecna nazwa została administracyjnie zatwierdzona 12 listopada 1946.